# ビッグ・ダモ
ビッグ・ダモ（Big Damo、1985年2月20日 - ）は、北アイルランドのプロレスラー。ベルファスト出身。WWE時代のリングネームはキリアン・デイン（Killian Dain）。

## 来歴

### インディー団体
学生時代はサッカー、ラグビー、柔道、バスケットボールなど多種のスポーツに打ち込む。
2005年、NWA UKハンマーロックやNWAスコットランドなどプロレスのトレーニングセンターで訓練を積む。4月2日、スコットランド・ベルズヒルを拠点とするSWA（Scottish Wrestling Alliance）のSOURCE Last Ritesにてダミアン・オコナー（Damian O'Connor）のリングネームでプロレスラーデビューを果たす。ピート・オニールと組んでグレン・ダンバー & グラント・ダンバーと対戦。敗戦した。デビュー後、オニールとはシャムロッカーズ（The Shamrockers）なるタッグチームを結成して活動。
2006年9月16日、SWA Deal or no Deal!にてSWAタッグ王座を保持するミート（スコット・レンウィック & レイジング・ブル）と対戦。勝利してベルトを奪取。キャリア初のタイトルを戴冠。
2007年5月、スコット・レンウィックとブリテンズ・モスト・ウォンテッド（Britain's Most Wanted、BMW）なるタッグチームを結成。6月9日、SWA Battlelines 2007にてSWAタッグ王座を保持するAリスト（ウルフギャング & ファルコン）と対戦。勝利してベルトを奪取。
2011年5月20日、イングランド・ビリンガムを拠点とする3CW（3 Count Wrestling）のHistory In The Maiming - 7th Anniversary Showに参戦。3CWタッグ王座を保持するチーム・キャメロン・クラーゼ（キャメロン・クラーゼ & プリンス・モハメド・アミーン）に挑戦。勝利してベルトを奪取。
2013年8月24日、スコットランド・ダンディーを拠点とするSWE（Scottish Wrestling Entertainment）のHell For Lycra Xに参戦。SWEヘビー級王座を保持するミスター・ニュース、ジョニー・ライオンズと3wayマッチによる王座戦で挑戦。終盤にニュースがライオンズを攻めて場外を落として油断していた隙を突いてバーン・リバー・ブートを決めて勝利。ベルトを奪取した。
2014年、リングネームをダモ（Damo）を始め、ビッグ・ダモ（Big Damo）と複数の名義を使用。10月31日、イングランド・サフォークを拠点とするXWA（X Wrestling Alliance）のRevivalにダモ・オコナー（Damo O'Connor）のリングネームで参戦。1DayトーナメントであるXWAブリテッシュヘビー級王座争奪トーナメントに出場。1回戦でサム・スラムを破り、決勝ではダグ・ウィリアムス、マーティン・ストーン、ジミー・ハヴォックと4wayマッチで対戦。この試合を制して優勝。王座を戴冠した。11月22日、ドイツ・ノルトライン＝ヴェストファーレン州エッセンを拠点とするwXw（Westside Xtreme Wrestling）の14th Anniversary Tour: Hamburgに参戦。ミヒャエル・シェンケンベルグと対戦。最後にアルスター・プランテーションを決めて勝利。試合後、シェンケンベルグに対して追撃を加え、仲裁に来たスティーブ・バレンティーノとマリアス・ヴァン・ベートーベンを返り討ちにして勝ち名乗りを上げた。
2015年6月14日、イングランド・ケントを拠点とするRevPro（Revolution Pro Wrestling）のSummer Sizzler 2015に参戦。石井智宏と対戦。中盤より両者大技の決め合いになるが最後にはヴァン・ダモネーターからベルファストボムを決めて勝利。試合後には同イベントに参戦していた中邑真輔に対戦を要求した。10月2日、RevPro Uprising 2015にて中邑真輔との対戦を実現。中盤にコシュタ・バワーを決めてピンフォール間近まで迫るも返され、最後にボマイェを決められ敗戦。同月3日、RevPro Global Wars UKにて棚橋弘至と対戦。関節技で試合を組み立てようとする棚橋に対してパワーで圧倒。終盤にヴァン・ダモネーターを繰り出すも避けられるとスリング・ブレイドからハイフライフローを決められ敗戦。同月28日、ジェフ・ジャレットが主宰するGFW（Global Force Wrestling）のUK Invasionに参戦。ブラムとフォールズ・カウント・エニウェアマッチで対戦。激しい打撃戦を展開し、終盤にノーザンライト・スープレックスを決めるも直後にブライターサイド・オブ・サファリングを喰らい敗戦。
2016年2月27日、スコットランド・グラスゴーを拠点とするICW（Insane Championship Wrestling）のThe Big Elbowskiに参戦。ICW世界ヘビー級王座を保持するクリス・レンフローに挑戦。勝利してベルトを奪取。3月1日、TNAに参戦。TNAキング・オブ・ザ・マウンテン王座を保持するエリック・ヤングに挑戦。終盤にファイヤーマンズキャリーの体勢から切り返されるとロールアップを仕掛けられるも耐えてエルボードロップを繰り出すが膝を立てた剣山で返り討ちにされ、最後にスパイク・パイルドライバーを決められ敗戦。5月20日、アメリカ合衆国の団体に初参戦を果たす。ニューヨーク州ニューヨークを拠点とするT1W（Tier 1 Wrestling）のTier 1 MeteoricにてVSKを相手にICW世界ヘビー級王座防衛戦を行うがVSKのセコンドを務めていたエース・ロメロの介入によりノーコンテストになる。試合後も追撃を加えるVSKとロメロに対し、ファラー・バーが救助に駆けつけた事によりバーと組んでVSK & ロメロとタッグマッチを行う。最後にロメロがバーにランニング・ラリアットからVSKをフォールさせて敗戦した。6月15日、イングランド・タイン・アンド・ウィア州ニューカッスル・アポン・タインを拠点とするWCPW（WhatCulture Pro Wrestling）のLoadedに参戦。初代WCPW王座挑戦権争奪戦としてジョー・ヘンドリーと対戦。終盤にヘンドリーにスティールチェアーで殴打され窮地に追い込まれるが、レフェリーがヘンドリーからチェアーを取り上げた隙を突いてドロップキックからアルスター・プランテーションを決めて勝利。同月16日、WCPW Built To Destroyにて初代WCPW王者決定戦としてランペイジと対戦。終盤に打撃戦からカウンターのサモアンドロップを喰らい窮地に陥ったところ、アダム・ブランパイドが介入するもランペイジがこれを撃退。しかし、この隙を突いて背後からローブローを仕掛けると最後にパイルドライバーを決めて勝利。初代WCPW王者に輝く。

### WWE

#### NXT
2016年8月、アメリカ合衆国のメジャー団体であるWWEと契約を交わし入団。10月、育成施設であるWWEパフォーマンスセンターにてトレーニングを開始。11月11日、傘下団体であるNXTのNXT Liveにてリッチ・スワンを相手にデビュー戦を行い勝利。12月2日、NXT Liveにてサニティー（SAnitY）のメンバーであるアレクサンダー・ウルフと組んで共闘関係となる。同月7日、NXTにてサニティー（エリック・ヤング & アレクサンダー・ウルフ with ニッキー・クロス） vs リッチ・スワン & ノー・ウェイ・ホセの試合中、バックステージより登場。サニティーが勝利後、メンバーの証であるジャケットを渡されるも床に叩きつけて勧誘を拒否した。
2017年1月18日、NXTにてエリック・ヤングがソーヤー・フルトンに代わる新たなメンバーとしてタイ・デリンジャーを勧誘するが拒否され、襲撃するも返り討ちに遭ったところにバックステージより登場。介入してデリンジャーを攻めるとアルスター・プランテーションで撃退。そしてヤングよりジャケットを渡されると受け入れてサニティーのメンバーとなった。4月2日、WWE・WrestleMania 33 Kickoffにてアンドレ・ザ・ジャイアント・メモリアル・バトルロイヤルに出場。ジェイソン・ジョーダンなどを脱落させて最終的にジンダー・マハル、モジョ・ローリーと3人まで残るがローリーよりランニング・エルボーを喰らい脱落した。8月19日、TakeOver: Brooklyn IIIにてウルフと組んでNXTタッグ王座を保持するオーサーズ・オブ・ペイン（アカム & レーザー）に挑戦。しかし、急遽ヤングと交代する事になる。序盤から両チーム入れ乱れる荒れた展開となり、終盤に場外にてニッキーがアカムに捕まっていたところ、ディバイドをアカムに決めるとレーザーをリングに上げ、ヤングとウルフとの合体技で勝利。ベルトを奪取した。

#### WWE
2018年4月17日、WWE・SmackDown Liveにてスーパースター・シェイクアップが行われ、ヤングとウルフと共に昇格を果たす。6月19日、SmackDown Liveでリング上でマイクアピールを行っていたウーソズが挑戦者を呼ぶ形で登場。入場時にウーソズを強襲。リングを席巻した。
WWE解雇後
2022年6月5日に新日本プロレスMUTINY大会にビック・ダモの名前で石井智宏と2度目の対決。13分02秒で垂直落下式ブレーンバスターに惜しくも敗れた。

## 得意技

### フィニッシュ・ホールド
リバース・スプラッシュ
フィニッシュ・ホールド。
リングを背にしてセカンドロープに上り、そこから真下に仰向けになっている相手にリバース・ボディ・プレスを放つ破壊力抜群の大技。
アルスター・プランテーション
フィニッシャー。
相手を肩車の体勢で担ぎ上げ、相手の首を捕らえながら前屈みの状態にし開脚ジャンプしながら自らの股の間に相手を垂直気味にマットに叩きつける変型みちのくドライバーII。
ジョーカードライバーや片翼の天使と同型技。
ベルファストボム
セントーンと同じ技。
ディバイド
ランニング・クロスボディ

### 打撃技
エルボー
バック・ハンド・チョップ
ナックルパンチ
ハンマーブロー
ベーダー・ハンマーと同じ技。
ハンマー・パンチ
バーン・リバー・ブート
バイシクルキックと同じ技。
フロント・ドロップキック
ヴァン・ダモネーター
コーナー・トゥ・コーナー・ミサイルキック
ロブ・ヴァン・ダムのヴァン・ダミネーターと同型技。

### 投げ技
スープレックス
スーパープレックス
パワーボム
パイルドライバー
コシュタ・バワー
リフティング・インヴァーテッドDDTと同じ技。
ローリング・ファイヤーマンズキャリースラム

### 関節技、締め技
クー・フーリン・ラス
変型ダブルアーム・クロスフェイス
ハングマン
クリップラー・クロスフェイスとシザース・アームロックの複合技。

## 獲得タイトル
WWE
- NXTタッグ王座 : 1回

w / アレクサンダー・ウルフ & エリック・ヤング
WCPW（What Culture Pro Wrestling）
- WCPW王座 : 1回

ICW（Insane Championship Wrestling）
- ICW世界ヘビー級王座 : 1回

XWA（X Wrestling Alliance）
- XWAブリテッシュヘビー級王座 : 1回

3CW（3 Count Wrestling）
- 3CWタッグ王座 : 1回

w / スコット・レンウィック
W3L（World Wide Wrestling League）
- W3Lヘビー級王座 : 1回
- W3Lタッグ王座 : 1回

w / スコット・レンウィック
PW（Pride Wrestling）
- PW王座 : 1回

SWA（Scottish Wrestling Alliance）
- SWAレアード・オブ・ザ・リング王座 : 1回
- SWAタッグ王座 : 6回

w / スコット・レンウィック : 4回
w / ピート・オニール
w / マイケン
SWE（Scottish Wrestling Entertainment）
- SWEヘビー級王座 : 1回

RIW（Reckless Intent Wrestling）
- レックレス・インテント・ハードコア王座 : 1回
- レックレス・インテント・ヘビー級王座 : 1回

## 入場曲
- Controlled Chaos - CFO$
- Beast of Belfast - CFO$
- Beast - Neil McDougall

## その他
- 2008年より交際し、共にサニティーのメンバーだったニッキー・クロスと、2019年1月に結婚した[41]。